# Pałac w Podzamczu
Pałac w Podzamczu – zabytkowy pałac we wsi Podzamcze (powiat świdnicki).
Obiekt jest częścią zespołu pałacowego z XVIII-XX w., w skład którego wchodzą: 
- pałac z pawilonem z 1730, przebudowany w XX w.
- oficyna z drugiej poł. XVIII w.
- fragment ogrodzenia dziedzińca od strony folwarku z bramą i furtą
- brama główna z herbem d’Ornano
- kapliczka przed bramą z XVIII w.
- park[3]

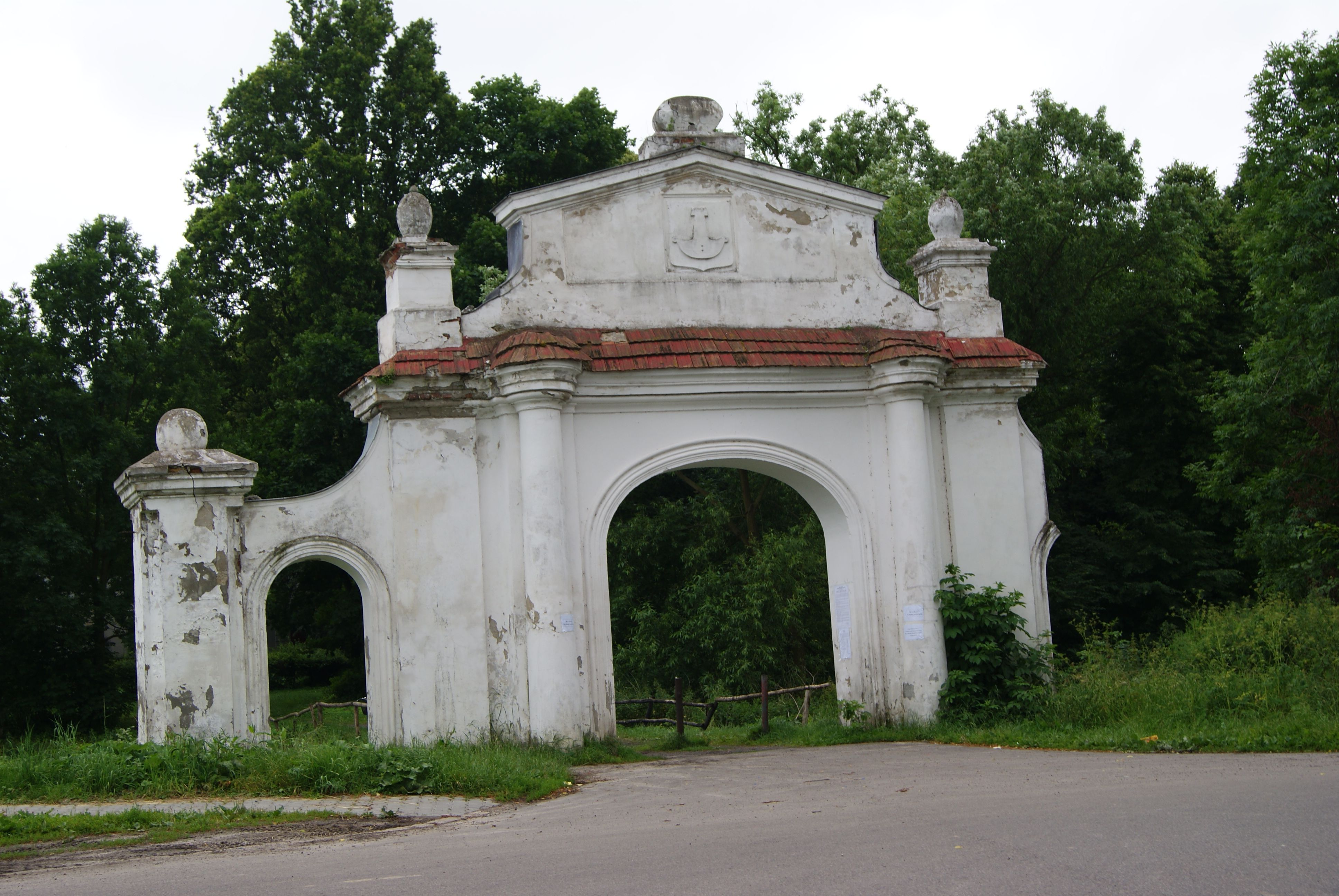
Brama z herbem d’Ornano
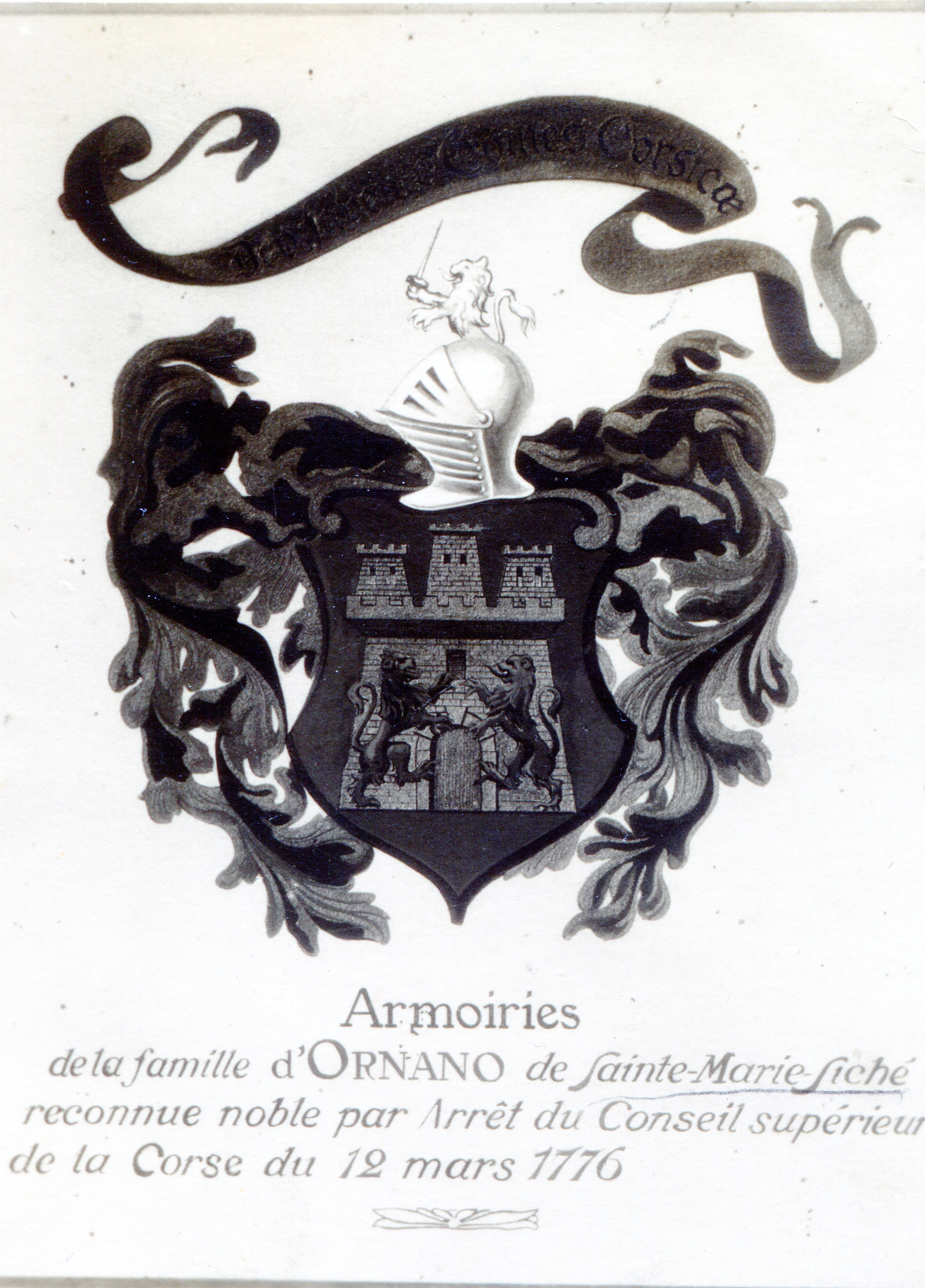
Herb d’Ornano